# Таканек
Такане́к (перс. طاقانك‎) — небольшой город на юго-западе Ирана, в провинции Чехармехаль и Бахтиария. Входит в состав шахрестана Шехре-Корд.
На 2006 год население составляло 5 504 человека.
Альтернативные названия: Туфанг (Tufang), Таганек (Taganak).

## География
Город находится на северо-востоке Чехармехаля и Бахтиарии, в горной местности центрального Загроса, на высоте 2 085 метров над уровнем моря.
Таканек расположен на расстоянии приблизительно 10 километров к югу от Шехре-Корда, административного центра провинции и на расстоянии 375 километров к югу от Тегерана, столицы страны. Большинство трудоспособного населения занято в сельском хозяйстве.